# Розињано Маритимо
Розињано Маритимо (итал. Rosignano Marittimo) је насеље у Италији у округу Ливорно, региону Тоскана.
Према процени из 2011. у насељу је живело 2342 становника. Насеље се налази на надморској висини од 147 м.

## Становништво
Према резултатима пописа становништва 2011. у општини је живело 31.752 становника.
| 1931.  | 1936.  | 1951.  | 1961.  | 1971.  | 1981.  | 1991.  | 2001.  | 2011.  |
| ------ | ------ | ------ | ------ | ------ | ------ | ------ | ------ | ------ |
| 16.554 | 17.601 | 23.776 | 27.083 | 28.799 | 29.985 | 30.021 | 30.581 | 31.752 |

## Партнерски градови
- Пардубице
- Шампињи на Марни
- Musselburgh